# Unsere feindlichen Nachbarn
Unsere feindlichen Nachbarn (Originaltitel Canadian Bacon) ist eine US-amerikanische Filmkomödie aus dem Jahr 1995. Regie führte Michael Moore, der auch das Drehbuch schrieb.

## Handlung
In der Industriestadt Niagara Falls wird ein Großteil der Bevölkerung arbeitslos, als die örtlichen Rüstungsunternehmen der Hacker Industries infolge des unliebsamen Friedens nach dem Ende des Kalten Krieges schließen. Die Frustration der Bevölkerung geht so weit, dass die Häufung von Selbstmördern, die sich die Niagarafälle herabstürzen, zu einem Prämiensystem für die örtlichen Sheriffs führt (25 $, wenn man den Selbstmörder überredet, dass er nicht springen sollte; 50 $, wenn man die Leiche aus dem Wasser holt). Derweil sinken die Umfrageergebnisse des Präsidenten rapide. Als er der Versteigerung übriggebliebener Waffen in einem geschlossenen Hacker-Werk beiwohnt und vorschlägt, den ehemaligen Rüstungsetat in die Bildung zu investieren, wird er fast ausgebuht.
Um die Stimmung im Land wieder zu heben und die Wirtschaft zu stabilisieren, entwickeln der Berater des Präsidenten, Stuart Smiley, und der General Dick Panzer einen Plan, die amerikanische Bevölkerung gegen die kanadischen Nachbarn aufzuwiegeln, nachdem Russland eine erneute Wiederaufnahme des Kalten Krieges abgelehnt hat. Gezielte Propaganda, bereitwillig von den Medien aufgenommen, führt schon bald zu ausgeprägtem Hass gegen die kanadische Bevölkerung. Als schließlich eine vom CIA durchgeführte Aktion scheitert, bei der ein US-amerikanisches Wasserkraftwerk durch als Kanadier verkleidete CIA-Agenten gesprengt werden soll, kommt es zur Eskalation der Gewalt.
Sheriff Bud Boomer aus Niagara Falls bricht mit zwei Freunden nach Kanada auf, um die vermeintlich entführte Deputy Honey zu befreien. Derweil wird der Hacker-Hellstorm, eine Waffe, die sämtliche Atomraketen der USA gleichzeitig abfeuern kann, von R.J. Hacker an die Kanadier als Wetterstation verkauft und aktiviert. Da sich die Kanadier nicht über die eigentliche Funktion des Hellstorms bewusst sind, versteht niemand den panischen US-Präsidenten, der verzweifelt versucht, den Abschuss der Raketen diplomatisch und militärisch zu verhindern. R.J. Hacker stirbt bei einer Auseinandersetzung mit Stuart Smiley und die dem Wahnsinn nahe Honey besetzt den CN Tower in Toronto, in dem der Hacker-Hellstorm installiert ist. In letzter Sekunde erkennt sie, dass die Computer im Turm von Hacker Industries sind, und macht ihrer Wut auf Hacker durch die freizügige Benutzung ihrer Automatikwaffe Luft. Ungeahnterweise stoppt sie damit den Countdown zum Abschuss der Raketen in letzter Sekunde.

## Kritiken
Peter Stack schrieb im San Francisco Chronicle vom 11. November 1995, der Film im Stil von Dr. Seltsam oder: Wie ich lernte, die Bombe zu lieben funktioniere weitgehend nicht. Die Parodie wirke „gewunden“ und „angeberisch“ wie die Sendung Saturday Night Live, die Grundidee weise jedoch Intelligenz auf.
Die Londoner Zeitschrift Time Out schrieb, der Film sei „boshaft“, aber pointiert.

„Treffsichere Satire auf Leichtgläubigkeit, Verführbarkeit und die artige Folgsamkeit der Medien. Bei aller Einfalt ihrer Rollen brillieren vor allem die lustvoll agierenden Schauspieler.“

„Bei aller Sympathie für Michael Moore: die Idee, das Ansehen von Mr. President per Ablenkungsmanöver zu steigern, hat Barry Levinson mit „Wag the Dog“ viel amüsanter umgesetzt. Fazit: Knackige Idee – ohne rechten Biss.“

## Hintergründe
Der Film wurde unter anderen in Toronto und in den anderen Orten in Ontario sowie in Buffalo (New York) gedreht. Seine Produktionskosten betrugen schätzungsweise elf Millionen US-Dollar. Der Film spielte in den Kinos der Vereinigten Staaten ca. 178.000 US-Dollar ein.

## Trivia
Es war der letzte Film mit John Candy, der am 4. März 1994 an einem Herzinfarkt starb. Es war jedoch der vorletzte Film, der mit John Candy gedreht wurde, da dieser danach noch in Wagons East mitspielte, der später gedreht, aber vor Unsere feindlichen Nachbarn veröffentlicht wurde.
Es ist Michael Moores einziger Film, der kein Dokumentarfilm ist.